# Jaroslav Bálek
Jaroslav Bálek (* 8. října 1946, Praha) je český spisovatel, ekonom a národohospodář.

## Život
Jaroslav Bálek se narodil v Praze. Absolvoval Akademické gymnázium ve Štěpánské ulici, národohospodářské fakulty Vysoké školy ekonomické v Praze (inženýr) a Vysoké školy ekonomické v Bratislavě (kandidát ekonomických věd). Zabýval se tvorbou hospodářské politiky a je spoluautorem řady zásadních[zdroj?] ekonomických materiálů. Publikoval ekonomické stati jak v zahraničí, tak i v tuzemsku, například v časopisech Hospodářské noviny, Finance a úvěr, Plánované hospodářství, Politická ekonomie, Nová mysl, Zahraniční obchod, Svět hospodářství, Lidé a Země a dále v odborných sbornících.[zdroj?]
V roce 2000 obnovil rodinnou firmu Jaroslav Bálek fungující mezi lety 1900 a 1949, kdy byla zlikvidována. Její aktivity však zaměřil jiným směrem než na původní textilní a módní aktivity, a to převážně na ekonomickou poradenskou činnost. Poté její činnost přerušil a věnoval se hlavně psaní beletrie.[zdroj?] Vyšly mu humoristické knížky jako „Všechny moje plesové sezóny“ , „Dana“, „Osudy vojáka Havlíka aneb Válčili jsme za Husáka", detektivní příběhy „Vražda na zahradě“, divadelní hra „Rande“, sbírky básní „A potkej ženu...", „V hospodě" a "Krása ženy pro muže středního a vyššího věku" i knížky zabývající se historií a politikou, například "Politika teoreticky i prakticky", „Absurdity“, „Trable...". nebo „ Zbabělec."  Ke 100. výročí vzniku Československa publikoval naučně historickou knihu „100 let proher a vítězství (o politice a smyslu českých dějin)“.  Píše také články s politickou tematikou a je provozovatelem webu Politika teoreticky i politicky (viz externí odkazy). Je členem BPH – British Publishing House Ltd. Je zařazen do encyklopedie „Who is …? v České republice" nebo „Encyklopedie osobností České a Slovenské republiky“. Je ženatý a má dva syny. Jeho matkou byla módní návrhářka Františka Inka Bálková.

## Dílo
- 2014 – Všechny moje plesové sezóny, 2015 jako e-kniha, 2019 audiokniha
- 2015 – Absurdity, v roce 2017 a 2025 jako e-kniha, 2025 audiokniha
- 2015 – Vražda na zahradě, v roce 2018 e-kniha, 2025 audiokniha
- 2016 – Dana, v roce 2016 a 2025 jako e-kniha
- 2018 – 100 let proher a vítězství (O politice a smyslu českých dějin), ve stejném roce jako e-kniha
- 2019 –  Rande, ve stejném roce jako e-kniha
- 2020 - Trable..., v roce 2021 jako e-kniha
- 2021 - Osudy vojáka Havlíka aneb Válčili jsme za Husáka, ve stejném roce jako e-kniha, 2025 audiokniha
- 2021 - A potkej ženu..., ve stejném roce jako e-kniha
- 2022 – V hospodě, v roce 2023 jako e-kniha
- 2022 – Zbabělec, v roce 2023 jako e-kniha
- 2022 - Politika teoreticky i prakticky, v roce 2023 jako e-kniha
- 2024 - Krása ženy pro muže středního a vyššího věku, ve stejném roce jako e-kniha
- 2025 - Žil jsem ve 20. století, audiokniha